# Pöggstall
Pöggstall település Ausztriában, Alsó-Ausztria tartományban, a Melki járásban. Tengerszint feletti magassága 462 méter, területe 58,92 km².

## Elhelyezkedése
Pöggstall Gutenbrunn, Martinsberg, Kirchschlag, Raxendorf, Weiten, Artstetten-Pöbring és Münichreith-Laimbach településekkel határos.

## Népesség
| 2016 | 2 461 |
| 2018 | 2 435 |